# 馮培 (清朝)
馮培（?—?），字仁寓，號玉圃、實庵，江蘇省元和縣（今屬蘇州市）人。清朝政治人物。
馮培於乾隆四十三年（1778年）中式戊戌科二甲第二名進士。選庶吉士，散館改吏部主事，官至戶科給事中。有《鶴半巢詩存》。